# Blakeney (Norfolk)
Blakeney – wieś w Anglii, w hrabstwie Norfolk, w dystrykcie North Norfolk. Leży 41 km na północny zachód od Norwich i 179 km na północny wschód od Londynu.
W 2001 miejscowość liczyła 789 mieszkańców.